# 蘇提南·普-霍
蘇提南·普-霍（英語：Suttinan Phuk-hom，1987年11月29日—）是一名泰國足球運動員，目前效力於泰超球隊春武里，位置後衛。

## 國家隊生涯
他曾代表泰國U23參加2007年和2009年的東南亞運動會，以及2010年亞洲運動會。
2008年5月20日，他於面對尼泊爾的比賽上首次為泰國國家隊上場踢球。他也是2010年、2014年東盟足球錦標賽泰國隊的成員之一。

## 榮譽
泰國U23
- 2007年東南亞運動會  金牌

泰國
- 東盟足球錦標賽 冠軍 (1) : 2014

## 國家隊進球
| #  | 日期           | 地點                                        | 對手   | 比分 | 結果 | 賽事   |
| -- | -------------- | ------------------------------------------- | ------ | ---- | ---- | ------ |
| 1. | 2009年12月29日 | 泰國曼谷泰國-日本體育場                     | 辛巴威 | 1–0  | 3–0  | 友誼賽 |
| 2. | 2009年12月29日 | 泰國曼谷泰國-日本體育場                     | 辛巴威 | 2–0  | 3–0  | 友誼賽 |
| 3. | 2015年3月26日  | 泰國呵叻2007年12月5日國王陛下八十大壽體育場 | 新加坡 | 1–0  | 2–0  | 友誼賽 |

## 外部連結
- National Team Players （页面存档备份，存于）